# Аргамаков, Иван Андреевич
Ива́н Андре́евич Аргамако́в (15 декабря 1775, село Сойкино, Костромской уезд  – 9 марта 1820), российский командир эпохи наполеоновских войн, генерал-майор

## Биография
Иван Аргамаков родился в 1775 году в дворянской семье. По окончании курса в Сухопутном шлях. кадетском корпусе, выпущен в 1793 году поручиком в Ингерманландский карабинерный полк, в рядах которого в следующем же году принял участие в польской кампании. За отличие в бою под Вильною 31 июля 1794 года получил редкую для его возраста награду — чин ротмистра.
Во время войны 1805 года, находился в Тверском драгунском полку, в составе армии Кутузова. В 1807 году, уже командуя Тверским драгунским полком, назначенным в состав действовавшей против турок Днестровской армии, Аргамаков принимал участие в операциях под Браиловым. Назначенный в 1810 году шефом Житомирского драгунского полка, он с началом Отечественной войны 1812 года был причислен с полком к кавалерийскому корпусу графа Ламберта, входившему в состав 3-й армии (генерала Тормасова).

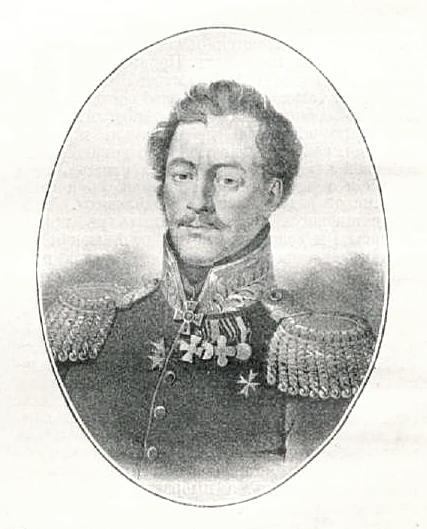
И. А. Аргамаков

В сентябре 1812 года Житомирский драгунский полк с армией Тормасова участвовал в преследовании австро-саксонских войск от Любомля до Буга, после чего поступил в состав корпуса генерала Эссена. При отступлении последнего от Бялы, вследствие встречи с превосходящими силами корпуса саксонских войск генерала Ренье, Аргамаков с 2 эскадронами своего полка отбил у неприятеля захваченное им русское орудие. Причисленный затем с полком к авангарду армии Чичагова, он принял 3 ноября участие в бою у Кайданова, где был разбит 5-тысячный отряд польского генерала Косецкого. В самом начале этой битвы, когда Косецкий приказал своему арьергарду остановиться у д. Муровщизны, чтобы дать время остальным войскам уйти вперед, Аргамаков атаковал конницу, стоявшую у этого селения, опрокинул её, захватил пушку, а затем атаковал в тыл и арьергард Косецкого. Эти атаки весьма способствовали разгрому отряда Косецкого. За этот бой Аргамаков был награждён 4 августа 1813 года орденом Святого Георгия 4 класса.
Затем Аргамаков принял участие в сражении у Борисова 11 ноября, а при переправе Наполеона через Березину участвовал 16 и 17 ноября в бою с неприятелем между дер. Стаховым и Брилями.
В конце ноября 1812 года, находясь под Вильной в составе войск гр. Платова, участвовал в окончательном поражении у деревни Понары остатков французской армии, после чего брал Ковно.
В кампанию 1813 года, продолжая состоять шефом Житомирского полка, переименованного из драгунского в уланский, Аргамаков сражался при Кенигсварте, при Бауцене и у Гайнау, за что был награждён орденами Святой Анны 2 степени, Святого Владимира 3 степени и произведен в генерал-майоры.
Награждённый за участие в битве под Лейпцигом орденом Святой Анны 1 ст., Аргамаков закончил своё участие в кампании блокадой Гамбурга.
В феврале 1815 года он был назначен командиром 2-й бригады 3-й уланской дивизии и, по возвращении в Россию, руководил устройством военного поселения из обоих полков своей бригады, Житомирского и Серпуховского, в Змиевском уезде, Харьковской губернии.
Иван Аргамаков скончался 9 марта 1820 года.